# Danh sách cầu thủ tham dự Giải vô địch bóng đá châu Âu 1972
Đây là các đội bóng tham dự Giải vô địch bóng đá châu Âu 1972, diễn ra ở Bỉ, từ 14 đến 18 tháng 6 năm 1972. Tuổi của cầu thủ được tính đến ngày khai mạc giải đấu (14 tháng 6 năm 1972).
Đội hình giải đấu được đáng chú ý khi mỗi cầu thủ trong giải đấu thì chơi cho câu lạc bộ ở quê nhà.

## Bỉ
Huấn luyện viên: Raymond Goethals
| Số | Vt | Cầu thủ                     | Ngày sinh (tuổi)            | Số trận | Câu lạc bộ     |
| -- | -- | --------------------------- | --------------------------- | ------- | -------------- |
| 1  | TM | Christian Piot              | 6 tháng 10, 1947 (24 tuổi)  |         | Standard Liège |
| 2  | HV | Georges Heylens             | 8 tháng 8, 1941 (30 tuổi)   |         | Anderlecht     |
| 3  | HV | Léon Dolmans                | 6 tháng 4, 1945 (27 tuổi)   |         | Standard Liège |
| 4  | HV | Jean Thissen                | 21 tháng 4, 1946 (26 tuổi)  |         | Standard Liège |
| 5  | TV | Erwin Vandendaele           | 5 tháng 3, 1945 (27 tuổi)   |         | Club Brugge    |
| 6  | TĐ | Jean Dockx                  | 24 tháng 5, 1941 (31 tuổi)  |         | Anderlecht     |
| 7  | TV | Leon Semmeling              | 4 tháng 1, 1940 (32 tuổi)   |         | Standard Liège |
| 8  | HV | Maurice Martens             | 5 tháng 6, 1947 (25 tuổi)   |         | Molenbeek      |
| 9  | TĐ | Raoul Lambert               | 20 tháng 10, 1944 (27 tuổi) |         | Club Brugge    |
| 10 | TĐ | Paul van Himst (đội trưởng) | 2 tháng 10, 1943 (28 tuổi)  |         | Anderlecht     |
| 11 | TV | Jan Verheyen                | 9 tháng 7, 1944 (27 tuổi)   |         | Anderlecht     |
| 12 | TM | Luc Sanders                 | 6 tháng 10, 1945 (26 tuổi)  |         | Club Brugge    |
| 13 | HV | Gilbert van Binst           | 5 tháng 7, 1951 (20 tuổi)   |         | Anderlecht     |
| 14 | TĐ | Odilon Polleunis            | 1 tháng 5, 1943 (29 tuổi)   |         | Sint-Truidense |
| 15 | TĐ | Jacques Teugels             | 3 tháng 8, 1946 (25 tuổi)   |         | Molenbeek      |
| 16 | TV | John Thio                   | 2 tháng 9, 1944 (27 tuổi)   |         | Club Brugge    |
| 21 | TĐ | Frans Janssens              | 25 tháng 9, 1945 (26 tuổi)  |         | Lierse         |

## Hungary
Huấn luyện viên: Rudolf Illovszky
| Số | Vt | Cầu thủ                  | Ngày sinh (tuổi)            | Số trận | Câu lạc bộ       |
| -- | -- | ------------------------ | --------------------------- | ------- | ---------------- |
| 1  | TM | István Géczi             | 13 tháng 6, 1944 (28 tuổi)  | 13      | Ferencvárosi     |
| 2  | HV | Tibor Fábián             | 26 tháng 7, 1946 (25 tuổi)  | 9       | Vasas            |
| 3  | HV | Miklós Páncsics          | 4 tháng 2, 1944 (28 tuổi)   | 28      | Ferencvárosi     |
| 4  | HV | Péter Juhász             | 3 tháng 8, 1948 (23 tuổi)   | 15      | Újpesti Dózsa    |
| 5  | TĐ | Lajos Szűcs              | 10 tháng 12, 1943 (28 tuổi) | 28      | Budapesti Honvéd |
| 6  | HV | László Bálint            | 1 tháng 2, 1948 (24 tuổi)   | 6       | Ferencvárosi     |
| 7  | TV | István Szőke             | 13 tháng 2, 1947 (25 tuổi)  | 8       | Ferencvárosi     |
| 8  | TV | Lajos Kocsis             | 17 tháng 6, 1947 (24 tuổi)  | 17      | Budapesti Honvéd |
| 9  | TĐ | Ferenc Bene (đội trưởng) | 17 tháng 12, 1944 (27 tuổi) | 60      | Újpesti Dózsa    |
| 10 | TV | Lajos Kű                 | 5 tháng 7, 1948 (23 tuổi)   | 3       | Ferencvárosi     |
| 11 | TĐ | Sándor Zámbó             | 10 tháng 10, 1944 (27 tuổi) | 24      | Újpesti Dózsa    |
| 12 | TV | István Juhász            | 17 tháng 7, 1945 (26 tuổi)  | 13      | Ferencvárosi     |
| 15 | TĐ | Antal Dunai              | 21 tháng 3, 1943 (29 tuổi)  | 22      | Újpesti Dózsa    |
| 16 | TV | József Kovács            | 3 tháng 4, 1949 (23 tuổi)   | 3       | Videoton         |
| 20 | TV | Mihály Kozma             | 1 tháng 11, 1949 (22 tuổi)  | 5       | Budapesti Honvéd |
| 22 | TM | Imre Rapp                | 15 tháng 9, 1937 (34 tuổi)  | 0       | Pécsi MSC        |
| 24 | TV | Flórián Albert           | 15 tháng 9, 1941 (30 tuổi)  | 72      | Ferencvárosi     |

## Liên Xô
Huấn luyện viên: Aleksandr Ponomarev
| Số | Vt | Cầu thủ                         | Ngày sinh (tuổi)            | Số trận | Câu lạc bộ           |
| -- | -- | ------------------------------- | --------------------------- | ------- | -------------------- |
| 1  | TM | Evhen Rudakov                   | 2 tháng 1, 1942 (30 tuổi)   | 23      | Dynamo Kyiv          |
| 2  | HV | Revaz Dzodzuashvili             | 10 tháng 4, 1945 (27 tuổi)  | 28      | Dinamo Tbilisi       |
| 3  | TV | Murtaz Khurtsilava (đội trưởng) | 5 tháng 1, 1943 (29 tuổi)   | 52      | Dinamo Tbilisi       |
| 4  | HV | Nikolay Abramov                 | 5 tháng 1, 1950 (22 tuổi)   | 2       | Spartak Moskva       |
| 5  | HV | Viktor Matvienko                | 9 tháng 11, 1948 (23 tuổi)  | 6       | Dynamo Kyiv          |
| 6  | TV | Viktor Kolotov                  | 3 tháng 7, 1949 (22 tuổi)   | 14      | Dynamo Kyiv          |
| 7  | HV | Vladimir Troshkin               | 28 tháng 9, 1947 (24 tuổi)  | 5       | Dynamo Kyiv          |
| 8  | TV | Anatoly Baidachny               | 1 tháng 10, 1952 (19 tuổi)  | 3       | Dynamo Moscow        |
| 9  | TĐ | Anatoliy Banishevskiy           | 23 tháng 12, 1946 (25 tuổi) | 48      | Neftchi Baku         |
| 10 | TV | Vladimir Muntyan                | 14 tháng 9, 1946 (25 tuổi)  | 29      | Dynamo Kyiv          |
| 11 | TV | Oleg Dolmatov                   | 29 tháng 11, 1948 (23 tuổi) | 6       | Dynamo Moscow        |
| 12 | HV | Vladimir Kaplichny              | 26 tháng 5, 1944 (28 tuổi)  | 38      | CSKA Moscow          |
| 13 | HV | Yuri Istomin                    | 3 tháng 7, 1944 (27 tuổi)   | 26      | CSKA Moscow          |
| 14 | TV | Anatoly Konkov                  | 19 tháng 9, 1949 (22 tuổi)  | 8       | Shakhtar Donetsk     |
| 15 | TĐ | Eduard Kozinkevich              | 23 tháng 5, 1949 (23 tuổi)  | 5       | Karpaty Lviv         |
| 16 | TĐ | Givi Nodia                      | 2 tháng 1, 1948 (24 tuổi)   | 18      | Dinamo Tbilisi       |
| 18 | TĐ | Vladimir Onischenko             | 28 tháng 10, 1949 (22 tuổi) | 1       | Zarya Voroshilovgrad |
| 19 | TM | Vladimir Pilguy                 | 26 tháng 1, 1948 (24 tuổi)  | 1       | Dynamo Moscow        |

## Tây Đức
Huấn luyện viên: Helmut Schön
| Số | Vt | Cầu thủ                        | Ngày sinh (tuổi)            | Số trận | Câu lạc bộ            |
| -- | -- | ------------------------------ | --------------------------- | ------- | --------------------- |
| 1  | TM | Sepp Maier                     | 28 tháng 2, 1944 (28 tuổi)  |         | Bayern Munich         |
| 2  | HV | Horst-Dieter Höttges           | 10 tháng 9, 1943 (28 tuổi)  |         | Werder Bremen         |
| 3  | HV | Paul Breitner                  | 5 tháng 9, 1951 (20 tuổi)   |         | Bayern Munich         |
| 4  | HV | Hans-Georg Schwarzenbeck       | 3 tháng 4, 1948 (24 tuổi)   |         | Bayern Munich         |
| 5  | HV | Franz Beckenbauer (đội trưởng) | 11 tháng 9, 1945 (26 tuổi)  |         | Bayern Munich         |
| 6  | TV | Herbert Wimmer                 | 9 tháng 11, 1944 (27 tuổi)  |         | BoNga Mönchengladbach |
| 7  | TĐ | Jürgen Grabowski               | 7 tháng 7, 1944 (27 tuổi)   |         | Eintracht Frankfurt   |
| 8  | TĐ | Uli Hoeneß                     | 5 tháng 1, 1952 (20 tuổi)   |         | Bayern Munich         |
| 9  | TĐ | Jupp Heynckes                  | 9 tháng 5, 1945 (27 tuổi)   |         | BoNga Mönchengladbach |
| 10 | TV | Günter Netzer                  | 14 tháng 9, 1944 (27 tuổi)  |         | BoNga Mönchengladbach |
| 11 | TĐ | Erwin Kremers                  | 23 tháng 3, 1949 (23 tuổi)  |         | Schalke 04            |
| 13 | TĐ | Gerd Müller                    | 3 tháng 11, 1945 (26 tuổi)  |         | Bayern Munich         |
| 14 | HV | Berti Vogts                    | 30 tháng 12, 1946 (25 tuổi) |         | BoNga Mönchengladbach |
| 15 | TV | Rainer Bonhof                  | 29 tháng 3, 1952 (20 tuổi)  |         | BoNga Mönchengladbach |
| 16 | HV | Michael Bella                  | 29 tháng 9, 1945 (26 tuổi)  |         | MSV Duisburg          |
| 17 | TĐ | Johannes Löhr                  | 5 tháng 7, 1942 (29 tuổi)   |         | 1. FC Köln            |
| 18 | TV | Horst Köppel                   | 17 tháng 5, 1948 (24 tuổi)  |         | BoNga Mönchengladbach |
| 22 | TM | Wolfgang Kleff                 | 16 tháng 11, 1946 (25 tuổi) |         | BoNga Mönchengladbach |